# Kollegiatstiftskirche St. Nikolaus (Końskie)
Die Kollegiatstiftskirche St. Nikolaus ist eine römisch-katholische Kirche in Końskie, Bistum Radom, Polen.

## Geschichte
Die Kirche wurde ursprünglich nach 1218 vom Krakauer Bischof Iwo Odrowąż gestiftet. Die Kirche wurde im romanisch-gotischen Stil erbaut. Ein grundlegender Umbau im spätgotischen Stil erfolgte von 1492 bis 1520. 1749 wurde der Innenraum barockisiert. Von 1902 bis 1903 erfolgte eine gründliche Restaurierung unter Erzbischof Wacław Popławski. 1913 kam der neugotische Glockenturm hinzu.